# Alexandre Villaplane
Alexandre Villaplane (24. prosince 1904 Alžír – 27. prosince 1944 Arcueil) byl francouzský fotbalový záložník. Neblaze proslul spoluprací s nacisty za druhé světové války, o níž napsal Frédéric Massot knihu Jouer, trahir, crever.
Narodil se jako Alexandre Villaplana v rodině španělského přistěhovalce v Alžírsku. S fotbalem začínal v klubu Gallia Sports d'Alger. Po první světové válce se jeho rodina přestěhovala do metropolitní Francie, kde se vyučil pekařem. Villaplane hrál za FC Sète 34, s nímž vyhrál Ligue de la Méditerranée de football v letech 1925, 1926 a 1927. Působil také v UC Vergèze, Nîmes Olympique a Racingu Paříž, s nímž postoupil do finále Coupe de France 1929/1930. Za francouzskou reprezentaci nastoupil na Letních olympijských hrách 1928 a na mistrovství světa ve fotbale 1930, kde byl kapitánem týmu. Roku 1932 začal hrát profesionálně, v nejvyšší francouzské soutěži nastupoval za FC Antibes a OGC Nice. Kariéru ukončil roku 1935 v týmu Hispano-Bastidienne Bordeaux.
Ve třicátých letech propadl Villaplane alkoholu a hazardu, zapletl se s organizovaným zločinem a byl vězněn pro sázkové podvody. Po okupaci Francie se živil šmelinou a vyděračstvím. Vstoupil do kolaborantské organizace Carlingue, spolupracující s Gestapem na pronásledování odbojářů, podílel se mj. na zatčení Geneviève de Gaulle-Anthoniozové. Roku 1944 vstoupil do Severoafrické brigády, jeho jednotka spáchala 11. června 1944 masakr civilistů v Mussidanu. Poté Villaplane získal německé občanství a byl jmenován untersturmführerem Schutzstaffel. 
Za válečné zločiny byl Villaplane 12. prosince 1944 odsouzen k trestu smrti. Rozsudek byl vykonán 27. prosince téhož roku ve Fort de Montrouge.